# آندرانوناهوآترا
آندرانوناهوآترا (به لاتین: Andranonahoatra) یک منطقهٔ مسکونی در ماداگاسکار است که در آنالامانگا واقع شده‌است. آندرانوناهوآترا ۹ کیلومتر مربع مساحت و ۴۶٬۱۶۴ نفر جمعیت دارد و ۱٬۶۵۷ متر بالاتر از سطح دریا واقع شده‌است.